# Michael Rödel
Michael Rödel (* 1978 in Coburg) ist ein deutscher Germanist.

## Leben
Nach dem Abitur 1997 am Ernestinum in Coburg und Studium der Germanistik, Geschichte und Erziehungswissenschaften an der Universität Bamberg, war er Lehrbeauftragter am Lehrstuhl für Deutsche Sprachwissenschaft in Bamberg. Seine mit einem Stipendium der Bayerischen Eliteförderung unterstützte Promotion zum Thema „Doppelte Perfektbildungen und die Organisation von Tempus im Deutschen“ wurde 2008 mit dem Wissenschaftspreise der Hans-Löwel-Stiftung ausgezeichnet.  2008 wurde er Studienrat am Regiomontanus-Gymnasium Haßfurt. Nach der Habilitation 2015 ist er seit 2016 Professor für Didaktik der deutschen Sprache und Literatur an der Universität München. Als einflussreich für den Deutschunterricht der Schule gelten seine Arbeiten zur Ausrichtung der schriftlichen Interpretation auf die Diskussion einer Deutungshypothese.

## Schriften (Auswahl)
- Doppelte Perfektbildungen und die Organisation von Tempus im Deutschen. Stauffenburg Verlag, Tübingen 2007, ISBN 978-3-86057-465-2 (Dissertation)
- mit Helmut Glück (Hrsg.): Metzler Lexikon Sprache. 5. Auflage. J. B. Metzler Verlag, Stuttgart 2016, ISBN 978-3-476-02641-5
- Interpretationsaufsätze schreiben. Ein Handbuch. Schneiderverlag Hohengehren, Baltmannsweiler 2018, ISBN 978-3-8340-1831-1
- Schule, Digitalität & Schreiben. Impulse für einen souveränen Deutschunterricht. Stauffenburg Verlag, Tübingen 2020, ISBN 978-3-95809-353-9